# Bob Orton
Pour les articles homonymes, voir Orton et The Big O (homonymie).
Robert Dale "Bob" Orton ,Sr., surnommé The Big O, né le 21 juillet 1929 à Kansas City, Kansas et mort le 16 juillet 2006 à Las Vegas, Nevada, était un catcheur américain. C'est le père du catcheur Bob Orton ,Jr. (né en 1950) et le grand-père du catcheur Randy Orton (né en 1980).

## Carrière
Orton était deux fois titulaire de la version en Floride du NWA World Tag Team Championship avec Eddie Graham, membre de l'équipe Tag Team, en 1966. Il a également innové le pedigree alors qu'il a capturé plusieurs autres titres dans les différents territoires de la National Wrestling Alliance (NWA), y compris les versions Floride et Géorgie du NWA Southern Heavyweight Championship, ainsi que le Championnat NWA Florida Tag Team Championship (avec Bob Orton, Jr.) Au Florida Championship Wrestling et le NWA United States Heavyweight Championship dans le Cental States Wrestling. Il a également participé à l'American Wrestling Association (AWA), où il gagnerait également le succès du championnat. En 1961, Orton a concouru pour la NWA Capitol Wrestling Federation (maintenant WWE) en équipe avec "Nature Boy" Buddy Rogers. Orton a finalement quitté Capitol Wrestling Corporation, en compétition dans d'autres territoires NWA. En 1968, Orton est retourné à Capitol Wrestling Corporation renommé World Wide Wrestling Federation (WWWF), en utilisant souvent le nom de sonnerie Rocky Fitzpatrick. En septembre 1968, en tant que "Cowboy" Rocky Fitzpatrick, il a été le challenger numéro un du champion poids lourd mondial de la WWWF Bruno Sammartino, perdant à Bruno Sammartino au Madison Square Garden. Il a également combattu Bruno Sammartino dans d'autres villes du nord-est. Il a pris sa retraite en juillet 2000 et a passé les dernières années de sa vie à Las Vegas, au Nevada.

## Vie privée
Orton a épousé sa femme Rita le 22 janvier 1950. Ensemble, ils ont eu trois enfants: Bob Jr., Barry et Rhonda. Le fils de Bob Orton, Jr., Randy Orton, est également un lutteur professionnel. Orton et André The Giant étaient de bons amis depuis de nombreuses années.

## Mort
Orton est décédé à Las Vegas, Nevada, le 16 juillet 2006, à l'âge de 76 ans, après une série de crises cardiaques. Il a été incinéré et ses cendres ont été dispersées sur le mont Charleston en avril 2007.

## Palmarès
- American Wrestling Association
  - AWA Midwest Heavyweight Championship (2 fois)
  - AWA Midwest Tag Team Championship (3 fois) - avec Mike DiBiase (1) et Maurice Vachon (2)
  - Nebraska Heavyweight Championship (1 fois)

- Central States Wrestling
  - NWA Central States Heavyweight Championship (2 fois)
  - NWA North American Tag Team Championship (Version Central States) (1 foid) - avec Buddy Austin
  - NWA United States Heavyweight Championship (Central States version) (1 fois)

- Championship Wrestling from Florida
  - NWA Florida Tag Team Championship (3 fois) – avec Dennis Hall (1), Hiro Matsuda (1), et Bob Orton, Jr. (1)
  - NWA Southern Heavyweight Championship (Version Florida) (6 fois)
  - NWA World Tag Team Championship (Version Florida) (2 fois) – avec Eddie Graham

- Mid-South Sports
  - NWA Southern Heavyweight Championship (Version Georgia) (1 fois)

- NWA Big Time Wrestling
  - NWA Texas Tag Team Championship (1 fois) – avec Lord Alfred Hayes

- NWA Western States Sports
  - NWA Southwest Heavyweight Championship (1 fois)

- St. Louis Wrestling Club
  - NWA Missouri Heavyweight Championship (1 fois)

- Worldwide Wrestling Associates
  - WWA International Television Tag Team Championship (2 fois) – avec Wild Red Berry